# 南庚
南庚（？—？），子姓，名更，商朝第十八任君主。沃甲之子，前任君主祖丁之從弟(堂弟)。南庚在位期間將國都由庇遷至奄，因奄地偏南，所以此王得名“南庚”。死後由祖丁之子陽甲繼位。

## 在位年數
現今流傳文獻記載的南庚在位年數有3種說法：
- 在位6年，《今本竹書紀年》。
- 在位25年，《皇極經世》、《資治通鑑前編》、《文獻通考》均同。
- 在位29年，《太平御覽》卷83引《史記》，《冊府元龜》、《資治通鑑外紀》、《通志》均同。